# Puntillero
Dans une corrida, le puntillero est chargé d’achever le taureau à l’aide d’une puntilla (poignard à lame courte et large), dont est dérivé son nom. Il plante cette puntilla entre la base du crâne et le début de la colonne vertébrale de l'animal, afin de détruire le cervelet et le début de la moelle épinière. Il intervient en phase ultime du combat, après l'estocade ou éventuellement le descabello. Le puntillero, qui fait partie de la cuadrilla, est lui aussi un torero et non un peón.

## Présentation et historique
C'était autrefois un employé de boucherie « Les premiers et les plus anciens toreros à pied dont on ait des données documentaires proviennent dans leur immense majorité de l'abattoir sévillan. Ce sont les travailleurs du macelo (boucher) ». 
C'est dans les abattoirs que sont nées la tauromachie à pied, ses techniques et ses figures. Aux XVIe et XVIIe siècles on « courait » déjà le taureau dans les abattoirs et le public pouvait assister à ces manifestations au grand dam des autorités qui tenaient à interdire ces jeux taurins quotidiens. 
Le puntillero, au même titre que les autres intervenants, attaquait le taureau. Il a gardé de cette époque l'habileté à la découpe qui lui est utile non seulement pour puntiller le taureau mort, mais aussi avant l'arrivée du caparaçon, pour achever les chevaux blessés. Il découpe également les trophées (oreilles, queue) avec la puntilla et les remet à l'alguazil. Il est présent lors de la lidia de quatre toros et son rôle est plus important qu'on ne l'imagine. Il y a très peu de puntilleros français. Un seul jusqu'à ce jour a fait carrière dans une cuadrilla espagnole ; il s'agit de Jean-Marie Bourret, puntillero d'Enrique Ponce depuis 1990.